# Ewa Grabowska-Lis
Ewa Joanna Grabowska-Lis – polska instrumentalistka, dr hab. sztuk muzycznych, profesor nadzwyczajny Katedry Muzyki i prodziekan (p.o.) Wydziału Sztuki Uniwersytetu Humanistyczno-Przyrodniczego im. Jana Długosza w Częstochowie.

## Życiorys
Obroniła pracę doktorską, 25 maja 2015 habilitowała się na podstawie oceny dorobku naukowego i pracy zatytułowanej Edward Bogusławski - Suplement na akordeon, Polskie melodie ludowe na chór mieszany, zespół akordeonowy i perkusję oraz Andrzeja Krzanowskiego - Kwartet akordeonowy nr. 1 Acte Predable 2013. Została zatrudniona na stanowisku adiunkta w Instytucie Muzyki na Wydziale Sztuki Akademii im. Jana Długosza w Częstochowie.
Piastuje funkcję profesora nadzwyczajnego w Katedrze Muzyki. Była prodziekanem (p.o.) na Wydziale Sztuki Uniwersytetu Humanistyczno-Przyrodniczego im. Jana Długosza w Częstochowie, a od 2024 pełni funkcję dziekana tego Wydziału.
W 2021 odznaczona Srebrnym Krzyżem Zasługi.